# Barbachen
Barbachen is een gemeente in het Franse departement Hautes-Pyrénées (regio Occitanie) en telt 50 inwoners (2009). De plaats maakt deel uit van het arrondissement Tarbes.

## Geografie
De oppervlakte van Barbachen bedraagt 3,0 km², de bevolkingsdichtheid is dus 16,7 inwoners per km².

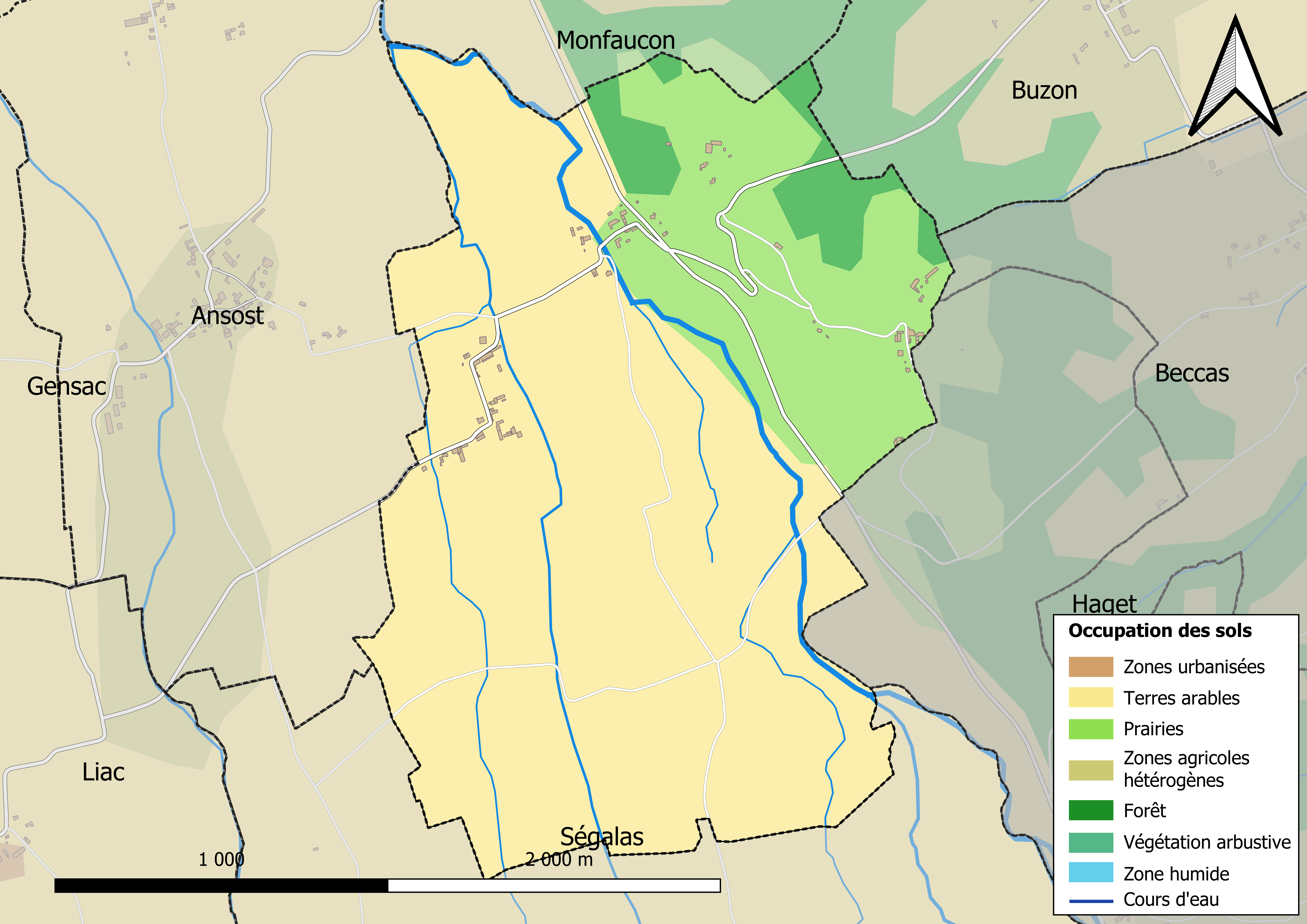
Kaart van de gemeente met belangrijkste infrastructuur, bodemgebruik en omliggende gemeenten

## Demografie
Onderstaande figuur toont het verloop van het inwonertal (bron: INSEE-tellingen).

## Geboren
- Jean-Baptiste Senderens (1856-1937), Frans priester en scheikundige.